# Hrabstwo Ashland (Wisconsin)
Hrabstwo Ashland (ang. Ashland County) – hrabstwo w stanie Wisconsin w Stanach Zjednoczonych.
Obszar całkowity hrabstwa obejmuje powierzchnię 2293,73 mil² (5940,73 km²). Według szacunków United States Census Bureau w roku 2009 miało 16 181 mieszkańców. Jego siedzibą administracyjną jest Ashland.
Hrabstwo zostało utworzone w 1848. Na jego obszarze znajdują się rzeki Bad, Marengo, Potato, Tyler Forks i White oraz 157 zbiorników wodnych.

## Miasta
- Agenda
- Ashland – city
- Ashland – town
- Chippewa
- Gingles
- Gordon
- Jacobs
- La Pointe
- Marengo
- Mellen
- Morse
- Peeksville
- Sanborn
- Shanagolden
- White River

## Wioski
- Butternut

## CDP
- Birch Hill
- Clam Lake
- Diaperville
- Franks Field
- Glidden
- Marengo
- New Odanah
- Odanah